# Javier García (roddare)
Artikeln följer den spanska namnseden; faderns efternamn är García och moderns efternamn Ordóñez.
Javier García Ordóñez, född 16 juni 1992, är en spansk roddare.

## Karriär
I juni 2019 vid EM i Luzern tog García brons tillsammans med Jaime Canalejo i tvåa utan styrman. I juli 2021 tävlade García för Spanien vid OS i Tokyo, där han slutade på sjätte plats tillsammans med Jaime Canalejo i tvåa utan styrman.
I augusti 2022 vid EM i München tog García brons tillsammans med Jaime Canalejo i tvåa utan styrman. Följande månad vid VM i Račice tog de silver tillsammans i tvåa utan styrman. I maj 2023 vid EM i Bled tog García sitt tredje EM-brons tillsammans med Jaime Canalejo i tvåa utan styrman.
Vid olympiska sommarspelen 2024 i Paris slutade García på femte plats tillsammans med Jaime Canalejo i tvåa utan styrman. Vid EM 2025 i Plovdiv tog han sitt fjärde EM-brons i tvåa utan styrman tillsammans med Jaime Canalejo.